# Temur Tsiklauri
Temur Tsiklauri (né le 22 janvier 1946 à Kojori et mort le 1er février 2021 à Gori) est un chanteur et acteur pop géorgien, membre de l'ensemble Iveria.